# Cheick Timité
Cheick Aymar Timité, né le 20 novembre 1997 à Abidjan, est un footballeur ivoirien qui évolue au poste d'ailier droit.

## Biographie
Né à Abidjan en Côte d'Ivoire, Timité a grandi à Saint-Germain-en-Laye. Jouant au foot dans la rue pendant la majeure partie de sa jeunesse, il ne commence à jouer en club à l’âge de 15 ans, avec l’ES Nanterre,,.

### En club

#### Formation et premiers transferts (2013-2018)
Ayant intégré l’académie de l'AC Ajaccio en 2015, Timité réalise ses débuts avec le club corse lors d'un match nul 0-0 en Ligue 2 contre l'AJ Auxerre le 19 février 2016. Il rejoint ensuite l'Amiens SC en 2016,,. 
En raison de problèmes juridiques liés à son transfert, il ne peut pas jouer pour Amiens lors de sa première saison, et se voit prêté à l'USL Dunkerque pour la saison 2017-18,. Avec le club de National, il connait une première saison pleine, où malgré une blessure qui le maintient éloigné pendant presque tout l'hiver, il parvient à se montrer décisif à plusieurs reprises,.

#### Confirmation à Amiens et prêt au Paris FC (2018-2020)
Timité fait ses débuts en Ligue 1 avec Amiens le 12 août 2018, lors de la 1re journée de championnat. Le club picard s'incline 2-0 à l'extérieur contre l'Olympique lyonnais. Il inscrit son premier but en Ligue 1 le 21 avril 2019, lors de la 33e journée. Malgré tout, le club amiénois s'incline 3-2 sur la pelouse du FC Nantes.
Auteur d'une saison prometteuse, où il s'impose comme un élément important de l'effectif amiénois en Ligue 1,, il cumule un total de 27 matchs en championnat,, pour 18 titularisations, 3 buts et 2 passes décisives.
Mais afin de continuer sa progression — et après avoir prolongé son contrat avec l'ASC jusqu'en 2021 — il est à nouveau prêté lors de la saison 2019-2020,, retrouvant le Paris FC et la région de sa famille, où il a grandi. S'imposant rapidement dans le club parisien, il joue un rôle important dans l'embellie de son club, qui s'éloigne peu à peu de la place de lanterne rouge où Timité l'avait trouvé,, avant que la saison ne soit finalement écourtée avec l'arrivée du covid-19.

#### Retour à Amiens (2020-2021)
De retour à Amiens qui a entre-temps été relégué en Ligue 2, Cheick Timité connait un début de saison difficile après un mercato animé : il est notamment replacé par Oswald Tanchot au milieu de terrain — poste auquel il avait été formé, mais qu'il avait délaissé au profit de l'attaque dès son essor professionnel — et a du mal à trouver sa place dans un effectif dont il est un des rares joueurs restant de l'équipe qui évoluait en Ligue 1.
Mais Timité va retrouver une meilleure forme en deuxième partie de saison, se montrant décisif à plusieurs reprises, marquant notamment le but de la victoire 1-0 contre Rodez,, ou en étant encore buteur face à Ajaccio, lors d'une rencontre où il porte même le brassard de capitaine,,.

#### Départ en Espagne (2021-2023)
Arrivé en fin de contrat avec le Club Picard, il ne signe pas de prolongation et quitte donc les Amiénois après 5 années passées au club dont 2 prêts à Dunkerque et au Paris FC. Il rejoint ainsi sur un transfert libre le club de Liga 2 du CF Fuenlabrada, club de la Communauté de Madrid,. S'il fait rapidement ses débuts en championnat avec le club de Fuenlabrada, il est malheureusement victime d'une pubalgie, qui va le maintenir hors des terrains pendant plusieurs mois. 

### En sélection nationale
Timité fait ses débuts avec les espoirs ivoiriens lors de deux matchs de qualification pour la Coupe d'Afrique des moins de 23 ans 2019, en mars 2019,.
À l'été 2021, il est sélectionné avec l'équipe ivoirienne olympique pour les JO de Tokyo. Lors de cette compétition, il est notamment titulaire lors du quart de finale face à l'Espagne, où les éléphants ne sont battus qu'en prolongation, face au futur finaliste de la compétition.

## Palmarès

### En sélection
| Équipe de Côte d'Ivoire olympique - Coupe d'Afrique des nations des moins de 23 ans : - Finaliste en 2019 |